# Cliff Crowley
Clifford Thomas Crowley, detto Cliff (Winnipeg, 13 giugno 1906 – Winnipeg, 27 aprile 1948), è stato un hockeista su ghiaccio canadese.
Ha vinto la medaglia d'oro olimpica alle Olimpiadi invernali 1932 svoltesi a Lake Placid, conquistando con la sua nazionale il torneo di hockey su ghiaccio.
È deceduto a soli 41 anni.